# Pinball Fantasies
Pinball Fantasies ist ein 1992 von Digital Illusions CE ursprünglich für Amiga entwickelter Klassiker der Flipperautomaten-Simulationen und Nachfolger von Pinball Dreams. Vertrieben wurde es von 21st Century Entertainment für Amiga, CD³², PC, Jaguar und SNES.
Im Gegensatz zu vielen Vorläufern zeichnet sich das Spiel dadurch aus, dass die Spielfläche größer als ein Bildschirm ist, die sichtbare Bildfläche wird – entsprechend den Spielkugeln – nach oben und unten verschoben, womit eine sehr hohe Detailtiefe erreicht wird.
Wie bereits Pinball Dreams beinhaltet dieses Spiel vier verschiedene Tische:
- Party Land erinnert an einen Vergnügungspark
- Speed Devils thematisiert den Motorsport
- Billion Dollar Gameshow ist ein Gameshow-artiger Tisch
- Stones 'N Bones basiert auf einem Geisterhaus

Pinball Fantasies ist technisch weiter fortgeschritten als Pinball Dreams und bietet zwei verschiedene Auflösungen, drei Flipper für die ersten drei Tische und feinere Animationen. Der vierte Tisch hat die Besonderheit, dass dort mit einem zweiten Ball gleichzeitig gespielt werden kann, wenn der erste Ball in einer Grube gefangen ist. Musik und Sound wurden, wie im Vorgänger, von Olof Gustafsson in einem Trackermodulformat komponiert.

## Kritiken
Reviews der Amiga-Version:
- Amiga Action 11/92: 95 %
- Amiga Games 11/92: 84 %[1]
- Amiga Computing 1/93: 90 %
- Amiga Format 12/92: 90 %
- Amiga Power 12/92: 89 %
- Amiga Joker 11/92: 83 %
- Powerplay 12/92: 78 %

Reviews der Jaguar-Version:
- Video Games 8/95: 72 %